# Armenia en los Juegos Paralímpicos de Vancouver 2010
Armenia estuvo representada en los Juegos Paralímpicos de Vancouver 2010 por dos deportistas, un hombre y una mujer. El equipo paralímpico armenio no obtuvo ninguna medalla en estos Juegos.